# Zuzana Marková
Zuzana Marková, née en 1988 à Prague, est une chanteuse soprano tchèque qui apparaît dans des rôles principaux au niveau international, avec un accent sur le bel canto, comme dans Lucia di Lammermoor de Donizetti et Elvira de Bellini.

## Biographie
Née à Prague, elle a étudié au Conservatoire de Prague. Elle a participé à des master classes avec Mietta Sighele et Veriano Luchetti à Riva del Garda, Italie. Elle a ensuite étudié avec Paola Pittaluga au Teatro Comunale di Bologna en 2010 et 2011. 
En 2003, elle remporte le concours Prague Singer et le deuxième prix de la Dušek's Singing Competition à Prague. En 2012, elle remporte le deuxième prix du Concours international de chant Ernst Häfliger en Suisse. Elle fait ses débuts à l'opéra à l'âge de seize ans, jouant le rôle de Frantiska dans Opera z pouti d'Emil František Burian au Théâtre national de Moravie-Silésie à Ostrava, en République tchèque,.
Elle a interprété des rôles principaux de bel canto, notamment le rôle-titre de Lucia di Lammermoor de Donizetti à Gênes et à Venise. En 2014, elle reprend le rôle de Lucie au dernier moment dans la production de Frédéric Bélier-Garcia à l' Opéra de Marseille quand Eglise Guttierez tombe malade. La performance de Marková est qualifiée de « littéralement éblouissante » et son interprétation est acclamée : « une Lucia qui ne cesse de sidérer par ce que l'interprète semble avoir compris et du rôle et d'elle-même ».
On la voit dans le rôle-titre de Violetta dans La traviata de Verdi au Teatro Comunale de Florence, au Théâtre Bolchoï de Moscou et au Teatro Massimo de Palerme. Elle a interprété le rôle d'Elena dans Il cappello di paglia di Firenze de Nino Rota au Teatro San Carlo de Naples. Elle est apparue comme Ismene dans Alceste de Gluck à La Fenice à Venise en 2015. 
Dans l'opéra français, elle est Manon, de Jules Massenet, à l'Opéra de Cologne en 2018. Un critique a écrit qu'elle était idéale pour le rôle, notant l'éclat mais aussi l'intimité de sa voix parfaitement contrôlée et son jeu convaincant. Un autre critique l'a qualifiée de casting de rêve (Traumbesetzung) pour le rôle, à la fois vocalement et dans le jeu.
Elle fait ses débuts à l'opéra de Francfort lors de la saison 2018/19 dans le rôle d'Elvira dans le dernier opéra I puritani de Bellini, mis en scène par Vincent Boussard en coopération avec l'Opéra Royal de Wallonie à Liège, aux côtés de John Osborn. Elle fait ses débuts aux États-Unis en tant que Violetta dans La Traviata de Verdi à l' Opéra d'Atlanta en avril 2019,.
Son répertoire comprend également Donna Anna dans Don Giovanni de Mozart, le rôle-titre d'Anna Bolena de Donizetti, d'Oscar dans Un ballo in maschera de Verdi, d'Ines dans L'Africaine de Meyerbeer, de Micaëla dans Carmen de Bizet, et le rôle-titre dans Les caprices de Marianne d' Henri Sauguet. Elle est également connue comme chanteuse de concert.
Lors de la saison 2020-2021, elle chante dans le rôle-titre de Luisa Miller de Giuseppe Verdi à l’Opéra de Marseille, et également dans La Traviata à Wiesbaden.